# Christian Kracht
Christian Kracht, né le 29 décembre 1966 à Saanen, est un écrivain suisse de langue allemande.

## Biographie
Son père, Christian Kracht senior, fut directeur du groupe de presse Axel Springer, société d'édition dans les années 1960. Kracht a étudié dans différents internats internationaux, parmi lesquels la Schule Schloss Salem (Allemagne) et est diplômé (1989) du Sarah Lawrence College de Bronxville (New York, États-Unis). Il a travaillé en Allemagne, notamment pour le magazine Tempo, les journaux Welt am Sonntag, B.Z, et la Frankfurter Allgemeine Zeitung. Christian Kracht est l’auteur de six romans à ce jour, tous publiés en Allemagne par les éditions Kiepenheuer & Witsch.
Dans les années 1990, il est correspondant en Inde pour l’hebdomadaire Der Spiegel. Il voyage beaucoup, en Asie particulièrement (Somalie, Iran, Tibet, Sri Lanka, Mongolie, Tanzanie, Mozambique, Corée du Nord, Venezuela, Afghanistan notamment). Il a vécu à Bangkok (Thaïlande), et à Katmandou (Népal). Depuis 2008, il vit à Buenos Aires (Argentine), avec sa femme, la réalisatrice Frauke Finsterwalder.
Après l’obtention de son diplôme, Christian Kracht effectue à Hambourg un volontariat pour Tempo, un magazine culturel allemand fondé dans les années 1980 et réputé mettre en œuvre les techniques littéraires du nouveau journalisme. Il y travaille jusqu’en 1996, année de la dernière parution de Tempo, qui compta parmi ses collaborateurs des auteurs tels que Rainald Goetz, Maxim Biller, Eckhart Nickel, Moritz von Uslar. Kracht y écrit notamment des critiques d’albums musicaux, de bandes-dessinées, d’œuvres littéraires, des articles traitant de l’amour, de la mode, de la drogue, ainsi que des reportages politiques et de voyage.
En 1995, son premier roman Faserland est publié par la maison d’édition allemande Kiepenheuer & Witsch. Faserland suit un narrateur qui voyage à travers l’Allemagne et erre de ville en ville en avion ou train express ICE pour finalement arriver à Zurich où il cherche en vain la tombe de Thomas Mann. Ce monologue est rythmé par les incertitudes et les considérations du narrateur sur le monde qu’il observe - en l'occurrence l'Allemagne qu'il traverse. Le ton souvent désabusé et parfois burlesque déclenche de vives réactions dans son lectorat, qui se partage alors entre des critiques de presse en grande partie négatives d’un côté et des lecteurs qui de l’autre font de Faserland un livre culte et de son auteur le représentant d’une génération. Kracht décrit pour sa part le monologue du narrateur de Faserland ainsi : « un menteur raconte une histoire et la filtre selon sa propre pensée ». La plupart des  critiques relèvent par ailleurs dans cette œuvre l’influence de J. D. Salinger, notent ses affinités avec celles de Bret Easton Ellis et ont parfois qualifié ce livre de Génération X allemande (en référence au livre de Douglas Coupland). Faserland devient un best-seller et vaut à son auteur de se retrouver désigné tête de file de ce qu’il est convenu d’appeler la popliteratur allemande. Ce terme est très régulièrement employé en Allemagne pour désigner des œuvres d’auteurs nés après-guerre, commençant pour la plupart à écrire dans les années 1990, travaillant parfois aussi comme journalistes, et dont les écrits se présentent souvent comme un archivage de la culture médiatique populaire. Ces auteurs sont aussi parfois regroupés sous l’expression "Generation Golf", du titre d’un livre de Florian Illies. Kracht qui reconnaît que son travail relève bien d’un traitement d’éléments de culture populaire, déclarant qu'à son avis un tel archivage d’éléments culturels populaires serait un « élément manquant de l’Allemagne » demeurera cependant toujours perplexe et distant quant à l’idée d’une  popliteratur  pensée comme genre : il déclare ainsi « ne pas savoir ce que c’est, la popliteratur » et refusera par exemple que ses textes soient reproduits dans l’anthologie Pop seit 1964.
En 1999, Christian Kracht et quatre autres écrivains (Joachim Bessing, Eckhart Nickel, Alexander von Schönburg et Benjamin von Stuckrad-Barre) se retrouvent à l’Hôtel Adlon, à Berlin. Cette table ronde est retranscrite dans le  livre Tristesse Royale, qui est reçu par la critique de manière unanimement négative. Plus tard, Kracht qualifie cet évènement de « pièce situationniste », et ailleurs, de « grosse erreur ». Tristesse Royale aura quoi qu’il en soit pour effet de renforcer dans les médias l’idée de l’existence d’une popliteratur fondée sur une « équipe » d’écrivains, dont Kracht serait en quelque sorte à la tête, bien que Kracht se défende également de cette idée. Un autre ouvrage collectif parait en 1999 :  Mesopotamia, une anthologie d’ « histoires sérieuses de fin du siècle » éditée par Christian Kracht, qui rédige aussi l’un des textes. La quatrième de couverture de cet ouvrage porte pour inscription une citation issue d’une chanson de Jarvis Cocker : « Irony is  over. Bye bye » Cette inscription  relance les débats sur la posture de ses auteurs dits popliteraten. La même année, Christian Kracht se fait photographier avec Benjamin von Stuckrad-Barre pour une campagne publicitaire de la marque de vêtements Peek und Cloppenburg.
En 2001 parait 1979, le second roman de Christian Kracht (traduit en français sous le titre de Fin de party). Celui-ci suit un narrateur et son petit ami à Téhéran, lors d’une fête, à l’issue de laquelle le petit ami décède. Le narrateur se retrouve alors à faire l’ascension du mont Kailash, puis son autocritique dans un camp de redressement maoïste où il est fait prisonnier.
Parallèlement à ces romans, Kracht écrit de nombreux récits de voyage. Ceux-ci sont publiés sous forme de chroniques, nouvelles, ou encore guide de voyage. En 1998 parait ainsi Ferien für immer. Die angenehmste Orte der Welt, un guide de voyage écrit avec Eckhart Nickel, qui se propose de recenser « les endroits les plus agréables au monde ». En 2007 Kracht collaborera à nouveau avec Eckhart Nickel à l’écriture d’un guide de voyage, pour une collection regroupant une série de portraits de villes ou pays aux éditions Piper : Gebrauchsanweisung für Kathmandu und Nepal. Kracht et Nickel réaliseront également ensemble un livre-audio composé de carnets de voyage asiatiques (Das Sobhraj Quartett. Asiatische Reisenotizen, 2004). Kiepenheuer & Witsch éditent en 2000 un recueil des chroniques de voyage que Kracht publia entre 1996 et 1999 dans le journal Die Welt am Sonntag. Le recueil, intitulé Der Gelbe Bleistift, a pour couverture dans son édition de poche un dessin d’Hugo Pratt, et s’ouvre sur une phrase de David Hockney : « Surface is an illusion, but so is depth ».
De 2004 à 2006, Kracht est chef de publication de la revue littéraire trimestrielle Der Freund, dont le siège se situe à Katmandou (Népal). Eckhart Nickel en est le rédacteur en chef. Der Freund, dont la durée de publication est dès le début limitée à deux ans, est financé par le groupe Axel Springer. Son contenu, délibérément exempt de toute image photographique se compose de nouvelles, chroniques, traductions inédites et entretiens. Le recueil de photographies Die totale Erinnerung (2006) réalisé en collaboration avec les photographes Eva Munz et Lukas Nicol, et qui paraît la même année, présente la Corée du Nord du dit Kim Jong Il comme une gigantesque mise en scène, comme une simulation.
À peu de temps d’intervalle parait un ouvrage regroupant des textes de différents genres écrits pas Kracht entre 1999 et 2006 et publié sous le titre New Wave. Dans cet ouvrage, qui cite en exergue Julien Torma (« Les meilleures plaisanteries sont déplacées »), sont compilées des expériences de voyages (qualifiées en sous-titre de « visites »), des correspondances, des nouvelles et des entretiens ; ce volume comprend en outre deux scénarios adaptés de Faserland en collaboration avec Eckhart Nickel, ainsi que l’unique pièce de théâtre, à ce jour de Christian Kracht. Intitulée Hubbard, cette pièce fut écrite avec Rafael Horzon, et n’a finalement jamais été mise en scène - en revanche 1979 fut à l’origine d’une mise en scène théâtrale, dirigée par Matthias Hartmann et présentée à Zurich, Hanovre et Brême.
En 2006 toujours, Christian Kracht et Ingo Niermann font ensemble l’ascension du Kilimandjaro. L’expédition, devant à l’origine faire l’objet d’un reportage dans le magazine Quest, aboutira finalement au livre Metan, qualifié par ses auteurs de « docu-fiction » et dans lequel des éléments fragmentés décrivent le monde selon l’idée que le gaz méthane y aurait infiltré ses pouvoirs.
Pendant l’année 2007, Christian Kracht tient une chronique dans la Frankfurter Allgemeine Zeitung, intitulée alternativement « Brief aus der Vergangenheit » (« lettre du passé ») ou bien « Gespräch mit der Vergangenheit » (« conversation avec le passé »).
En 2008 est publié le troisième roman de Christian Kracht, Ich werde hier sein im Sonnenschein und im Schatten (le titre reprend les paroles de la chanson Danny Boy : « I’ll be here in sunshine or in shadow »), traduit en français (Je serai alors au soleil et à l’ombre). Ce roman est une uchronie, ou roman contrefactuel, qui imagine un monde futur plongé dans la guerre permanente depuis qu’en 1917 Lénine serait resté en Suisse et  y aurait fondé l’État soviétique. Le héros-narrateur, un officier africain de l’État soviétique ainsi imaginé part à la recherche d’un autre officier, ce qui le mènera dans le Réduit, une sorte de bunker creusé dans les montagnes suisses.

## Œuvre

### Romans
- Faserland, Kiepenheuer & Witsch, 1995  (ISBN 978-3-462-02407-4) Faserland, traduit par Corinna Gepner, Paris, éditions Phébus, 2019, 147 p  (ISBN 978-2752911056)
- 1979, Kiepenheuer & Witsch, 2001  (ISBN 3-462-03024-8) Fin de party, traduit par Philippe Giraudon, Paris, éditions Denoël, coll. « Et d'ailleurs », 2003, 187 p.  (ISBN 2-207-25350-3).
- Ich werde hier sein im Sonnenschein und im Schatten, Kiepenheuer & Witsch, 2008  (ISBN 978-3-462-04041-8) Je serai alors au soleil et à l'ombre, traduit par Gisèle Lanois, Paris, Jacqueline Chambon Éditeur, et, Arles, Actes Sud, 2010, 142 p.  (ISBN 978-2-7427-8876-7).
- Imperium. Kiepenheuer & Witsch, 2012,  (ISBN 978-3-462-04131-6) Imperium, traduit par Corinna Gepner, Paris, Phébus, coll. « Littérature étrangère », 2017, 189 p.  (ISBN 978-2-7529-1103-2) ; réédition, Paris, Libretto, coll. « Littérature étrangère », 2019  (ISBN 978-2-36914-520-2)
- Die Toten (Les Morts). Kiepenheuer & Witsch, 2016 Les Morts, traduit par Corinna Gepner, Paris, Phébus, coll. « Littérature étrangère », 2018, 184 p.  (ISBN 978-2-7529-1153-7)
- Eurotrash. Kiepenheuer & Witsch, 2021 Eurotrash, traduit par Corinna Gepner, Paris, Éditions Denoël, 2024, 192 p  (ISBN 978-2-2071-7939-0). En 2024, le roman est traduit en anglais par Daniel Bowles sous le même titre et cette traduction est sélectionnée (longlist) pour le Prix international Booker 2025[13].
- Air. Kiepenheuer & Witsch, 2025  (ISBN 978-3-462-00457-1)

### Autres publications
- Ferien für immer. Die angenehmsten Orte der Welt, Kiepenheuer & Witsch, 1998.  (ISBN 978-3-462-02708-2) Guide de voyage écrit en collaboration avec Eckhart Nickel.
- Mesopotamia. Ernste Geschichten am Ende des Jahrtausends. Anthologie junger Prosa. DVA, 1999  (ISBN 978-3421051912) Anthologie de textes éditée par Christian Kracht. L’édition en poche paraît sous le titre Mesopotamia. Ein Avant-Pop-Reader(2001)  (ISBN 978-3423129169)
- Tristesse Royale. Das pop-kulturelle Quintett, Ullstein, 1999  (ISBN 978-3548600703) Réalisé en collaboration avec Joachim Bessing, Eckhart Nickel, Alexander von Schönburg et Benjamin von Stuckrad-Barre.
- Der Gelbe Bleistift, Kiepenheuer & Witsch, 2000.  (ISBN 978-3423129633) Recueil de récits de voyage, précédemment parus sous forme de chroniques pour le journal Die Welt am Sonntag. Traduit en russe (dans un regroupement de textes avec d’autres issus de New Wave)
- Die totale Erinnerung. Kim Jongs Ils Nordkorea, Rogner & Bernhard, 2006  (ISBN 978-3807710204) Recueil photographique réalisé en collaboration avec Eva Munz et Lukas Nikol. Traduit en anglais.
- New Wave. Ein Compendium 1999-2006, Kiepenheuer & Witsch, 2006  (ISBN 978-3-462-03723-4) Recueil de reportages et récits. Comprend la pièce de théâtre Hubbard, écrite en collaboration avec Rafael Horzon, ainsi qu’un scénario adapté de Faserland, en collaboration avec Eckhart Nickel. Traduit en russe (dans un regroupement de textes avec d’autres issus de Der Gelbe Bleistift), et en arabe.
- Metan, Rogner & Bernhard, 2007  (ISBN 978-3807710273) « Docu-fiction » écrit en collaboration avec Ingo Niermann. Traduit en letton et en russe.
- Gebrauchsanweisung für Kathmandu und Nepal, Piper Verlag, 2009  (ISBN 978-3492275644) Portrait de Katmandou et du Népal, écrit en collaboration avec Eckhart Nickel.
- "Five Years: Briefwechsel 2004-2009. Band 1: 2004-2007", coécrit avec David Woodard, Wehrhahn-Verlag, 2011  (ISBN 978-3865252357) Correspondance, éditée par Claude D. Conter et Johannes Birgfeld

### Livres-audio
- Participation aux Live Recordings de Benjamin von Stuckrad-Barre, Der Hörverlag, 1999  (ISBN 978-3895847516)
- Faserland, Der Hörverlag, 2000  (ISBN 978-3895848476) Lu par l’auteur.
- 1979, Frühstyxradio, 2002 (ISBN 978-3821855011) Lu par l’auteur.
- Das Sobhraj Quartett. Asiatische Reisenotizen, Swiss and Famous, 2004  (ISBN 978-3952294901) Notes de voyages, lues par Christian Kracht et Eckhart Nickel
- Das Jagdgewehr, Kein & Aber, 2005  (ISBN 978-3036911571) Roman de Yasushi Inoue (Le Fusil de chasse) lu par Hannelore Elsner, Mavie Hörbiger, Sandra Schwittau et Christian Kracht.
- Frühstück bei Tiffany, Kein & Aber, 2007  (ISBN 978-3036911779) Roman de Truman Capote (Petit Déjeuner chez Tiffany) lu par Christian Kracht.
- Weisse Nacht, Geco, 2010  (ISBN 978-3707602913) Roman de David Schalko, lu par Christian Kracht

## Récompenses et distinctions
- 1992 : Prix du jeune journaliste de l’année 1992, obtenu par Kracht pour son reportage « Less than Zero », à propos de jeunes sans-abris à Londres
- 1993 : Axel-Springer Preis für junge Journalisten.
- 2009 : Phantastik Preis der Stadt Wetzlar, prix de littérature fantastique germanophone, obtenu par Kracht pour Je serai alors au soleil et à l'ombre (Ich werde hier sein im Sonnenschein und im Schatten)
- 2012 : Grand Prix de littérature de la ville et du canton de Berne[14]
- 2012 : Wilhelm-Raabe-Literaturpreis pour Imperium[15]
- En 2013, Christian Kracht est placé à la 74e place du classement des 500 intellectuels les plus importants d’Allemagne établi pour l’année 2013 par le magazine Cicero[16]
- 2016 : Prix suisse du livre 2016 pour Die Toten
- 2016 : Prix Hermann-Hesse (de) pour Die Toten
- En 2017, il est placé à la 41e place du classement des 500 intellectuels les plus importants d’Allemagne établi pour l’année 2017 par le magazine Cicero
- 2022 : Prix suisse de littérature
- En 2022, il est placé à la 30e place du classement des 500 intellectuels les plus importants d’Allemagne établi pour l’année 2022 par le magazine Cicero